# Poibrene
Poibrene (bułg. Поибрене) – wieś w Bułgarii, w obwodzie Pazardżik, w gminie Panagjuriszte. Według danych szacunkowych Ujednoliconego Systemu Ewidencji Ludności oraz Usług Administracyjnych dla Ludności, 15 czerwca 2020 roku miejscowość liczyła 810 mieszkańców.

## Osoby związane z miejscowością

### Urodzeni
- Dełczo Oliwerow (1825–1894) – bułgarski rewolucjonista
- Wałczo wojwoda (XVII–XVIII) – bułgarski uczestnik fermentu antyosmańskiego podczas V wojny austriacko-tureckiej